# Первая любовь (фильм, 1970)
«Первая любовь» — фильм 1970 года австрийского режиссёра Максимилиана Шелла, экранизация одноимённой повести И. С. Тургенева.
Фильм номинировался на «Оскар» (1971) как «Лучший фильм на иностранном языке», получил «Золотую кинопремию» как «Выдающийся художественный фильм» национальной кинопремии Германии «Deutscher Filmpreis», актриса Доминик Санда была номинирована в категории «Лучшая актриса главной роли». На Международном кинофестивале в Сан-Себастьяне (1970) награждён призом «Серебряная раковина лучшему режиссёру».

## Сюжет
По одноимённой повести Ивана Тургенева.

## В ролях
- Доминик Санда — Зинаида
- Джон Моулдер-Браун — Александр
- Максимилиан Шелл — его отец
- Валентина Кортезе — его мать
- Мариус Горинг — доктор Лушин
- Дэнди Николс — княжна Засекина
- Ричард Уорвик — лейтенант Беловзоров
- Кейт Белл — граф Малевский
- Йоханнес Шааф — полковник Нирматский
- Джон Осборн — Майданов

## Критика
Журнал «Variety» назвал фильм «искренней, нежной и изысканно красивой картиной о юношеской любви — или влюбленности — на неторопливом, но уже угрожающем фоне мира и общества, которые были в то время, но которые символически также отражают сегодняшний день».
Чарльз Чамплин из «Los Angeles Times» писал, что хотя сюжет литературной первоосновы не нарушен, но некоторые фрагменты выпущены из-за чего теряется логика развития истории: «В отдельные моменты фильм чрезмерно эллиптичен и запутан, хотя основное продвижение повествования никогда не колеблется», при этом выделил особенность фильма:

Что особенно примечательно, так это сила внушения и сдержанность фильма в передаче атмосферы, сильно заряженной декадентским сексом.
В «The Washington Post» в рецензии «Очень визуально поэтично» указывалось: «оператор Свен Нюквист устраивает шикарное шоу, совершая один ошеломляющий подвиг яркости за другим».
В то же время критики отмечали недостатки фильма, так в рецензии в газете «The New York Times» отмечалось, что фильм претенциозен и красив, но «выглядит так, как будто его душит стиль», кинокритик Роджер Эберт дал фильму две звезды из четырёх и написал:

Проблема фидльма (помимо того, что финал никоим образом не вытекает органически из материала) заключается в том, что весь фильм настолько самодовольен в своем смысле трагедии. В своем режиссёрском дебюте режиссёр взял тургеневскую историю и растянул её молчанием, обширными бесхарактерными пейзажами, множеством птиц, некоторым одиночеством и визуальным стилем, который не очень помогает.
Также две звезды из четырёх возможных дал фильму кинокритик Джин Сискел из «Chicago Tribune», отметив:

Режиссёр пренебрегает тем, чтобы свести историю Тургенева к существенному элементу любви молодого мальчика к приезжей соседке, и пытается включить некоторые социальные комментарии русского автора о поверхностности правящего класса. В результате получается сценарий, в котором нет ни чувственности, ни остроумия.